# 구보타 가즈네
구보타 가즈네(일본어: 久保田 和音, 1997년 1월 1일~)는 일본의 축구 선수이다.

## 구단 경력
그는 2015년 J1리그의 가시마 앤틀러스에 입단했다. 2019년 J2리그의 파지아노 오카야마로 이적했다. 2020년 마쓰모토 야마가 FC로 이적했다. 2021년부터 2022년까지 더스파구사쓰 군마에서 뛰었다. 2023년 J3리그의 FC 기후로 이적했다.